# Norvalspont
Norvalspont is een dorpje gelegen in de gemeente Umsobomvu in de Zuid-Afrikaanse provincie Noord-Kaap. Het ligt ongeveer 40 km oost-noord-oost van Colesberg en 43 km west-noord-west van Venterstad op de zuidelijke oever van de Oranjerivier, vlak bij de Gariepdam.

## Geschiedenis
In 1848 is het dorpje ontstaan toen Sir Harry Smith, gouverneur van de Kaapkolonie van 1849 tot 1852, zijn troepen over de Oranjerivier wilden verplaatsen. Er was toen geen brug en een ondernemende Schot, genaamd Norval, heeft toen een pont (veerboot) gebouwd. De eerste brug over de Oranjerivier is in 1889 gebouwd. Deze brug is in de loop van de Tweede Boerenoorlog opgeblazen. Tijdens de Tweede Boerenoorlog was er in Norvalpont ook een groot Brits concentratiekamp waarin de vrouwen en kinderen van de Boeren als vorm van repressie werden opgesloten.